# Adolescenza porno
Adolescenza porno (Schulmädchen-Report 7. Teil - Doch das Herz muß dabei sein) è un film del 1974 diretto da Ernst Hofbauer. È il settimo film della serie Schulmädchen-Report.

## Trama
Arrestate durante una retata in una casa d'appuntamento, un gruppo di studentesse raccontano, durante il processo, la propria esperienza:
- Una studentessa fa sesso con ragazzi diversi ma in cambio li costringe a svolgere i suoi compiti scolastici.
- Un cameriere promette a tre ragazze del gelato gratis se faranno sesso con lui.
- Una studentessa seduce un uomo per poi derubarlo con l'aiuto di alcuni complici. Pentita, la ragazza si farà aiutare da un sacerdote ad incastrare gli altri della banda.
- Una studentessa convince il socio in affari di suo padre a fare sesso con lei.
- Un insegnante prussiano si ritrova a dover insegnare in una classe di studenti bavaresi, dove le ragazze mettono in mostra seni e natiche.
- Una studentessa si innamora del suo insegnante.

## Produzione
L'intero cast del film non è accreditato.

## Distribuzione
Il film venne distribuito nei cinema della Germania Ovest dal 25 aprile 1974 dalla Constantin Film.
In Italia il film venne distribuito nei cinema solo nel settembre 1979 dalla Nimolfilm.